# 四季歌
「四季歌」（しきか、スー ジー ゴー、拼音: Sì jì gē）は、1937年発表の中国の楽曲である。周璇が創唱した。

## 概要
中国標準語（普通話）による内容である。日本語題は「四季の歌」、英題は “SONG OF FOUR SEASONS” もしくは “FOUR SEASONS” との翻訳表記がなされている。
中国映画『街角の天使』（中国語原題:『馬路天使』）の主題歌の一つ（挿入歌）で、作詞は田漢、作曲は賀緑汀が担当。周璇が1937年に本作を創唱した。本作は蘇州の民謡を編曲したもので、周璇は本作によって人気歌手の地位と名誉を手にすることとなった。

## 時代背景
本作は前述通り蘇州民謡「哭七七」から賀緑汀が採取・編曲したものである。『街角の天使』にて、日本軍の侵略（日中戦争）に伴い中国東北部から上海へ流れてきた難民である主人公・小紅の “望郷歌” とも云える内容を持ったもので、髪を三つ編みにしてぶっきらぼうに唄う彼女の姿に、詞世界に因んだ光景が重なりゆく。望郷の中の四季、春・鴛鴦（オシドリ）の刺繡をして過すのどかな暮しが日本軍の侵略によって打ち破られ、夏・秋と過ぎ、冬が訪れ “肉体で築いた万里の長城は長い、できれば現代の "孟姜女" になりたい” と締め括られ、前線で闘う兵士の一人である恋人への想いを託したものとなっている。映画『街角の天使』での本作歌唱場面を観れば（詞作の内容は直喩こそ用いていない隠喩であるものの）抗日的内容を保つ作品であることが明らかである。

## 音源
本作は、映画とレコードでは録音音源が異なる。賀緑汀の証言ではレコード音源の録音は映画の撮影期間中に行われたという。作者である賀緑汀は周璇に対し細部に至るまで指導したが、後に周璇について「天賦の美声であるばかりか、音楽感覚にも優れ敏感に反応し、歌唱法の訓練を系統立てて受けていなかったにもかかわらず、作者の要求に応え、見事に表現してみせた」と賀緑汀は回顧している。

## 備考
JASRACに於いては2018年現在、外国作品／出典：PJ (サブ出版者作品届)   ／作品コード：0E6-2013-9 SI JI GE として登録。「アーティスト」として周璇や鄧麗君、西崎崇子ら26名が登録されている。
著作者は田漢（TIAN HAN）、賀緑汀（HE LUTING）とされているものの、識別が “作詞作曲”とされており、正式な役割分担が反映されていない 。
本作の出版者は、EMI MUSIC PUBLISHING HONG KONG。日本におけるサブ出版はイーエムアイ音楽出版株式会社 ソニー事業部である。